# Sungai Tembang
Sungai Tembang is een bestuurslaag in het regentschap Bungo van de provincie Jambi, Indonesië. Sungai Tembang telt 2108 inwoners (volkstelling 2010).